# Gran Premio de Japón de Motociclismo de 1987
El Gran Premio de Japón de Motociclismo de 1987 fue la primera prueba de la temporada 1987 del Campeonato Mundial de Motociclismo. El Gran Premio se disputó el 29 de marzo de 1987 en el Circuito de Suzuka.

## Resultados 500cc
La categoría reina estuvo caracterizada por la lluvia y, en ese escenario, Randy Mamola fue claro dominador de la carrera.
| Pos.     | Piloto              | Equipo     | Tiempo    | Pts. |
| -------- | ------------------- | ---------- | --------- | ---- |
| 1        | Randy Mamola        | Yamaha     | 57:22.889 | 15   |
| 2        | Wayne Gardner       | Honda      | +42.389   | 12   |
| 3        | Takumi Itō          | Suzuki     | +51.294   | 10   |
| 4        | Pierfrancesco Chili | Honda      | +1:20.353 | 8    |
| 5        | Ron Haslam          | Elf-Honda  | +1:22.950 | 6    |
| 6        | Tadahiko Taira      | Yamaha     | +1:38.680 | 5    |
| 7        | Hiroyuki Kawasaki   | Yamaha     | +1:40.066 | 4    |
| 8        | Roger Burnett       | Honda      | +2:08.258 | 3    |
| 9        | Shinji Katayama     | Yamaha     | +2:16.331 | 2    |
| 10       | Raymond Roche       | Cagiva     | +2:28.180 | 1    |
| 11       | Norio Iobe          | Honda      | +1 Vuelta |      |
| 12       | Hisashi Yamana      | Honda      | +1 Vuelta |      |
| 13       | Simon Buckmaster    | Honda      | +1 Vuelta |      |
| 14       | Wolfgang von Muralt | Suzuki     | +1 Vuelta |      |
| 15       | Esko Kuparinen      | Honda      | +1 Vuelta |      |
| Ret      | Niall Mackenzie     | Honda      | Ret       |      |
| Ret      | Mike Baldwin        | Suzuki     | Ret       |      |
| Ret      | Shunji Yatsushiro   | Honda      | Ret       |      |
| Ret      | Christian Sarron    | Yamaha     | Ret       |      |
| Ret      | Kevin Magee         | Yamaha     | Ret       |      |
| Ret      | Alessandro Valesi   | Honda      | Ret       |      |
| Ret      | Susumu Shimada      | Suzuki     | Ret       |      |
| Ret      | Gustav Reiner       | Honda      | Ret       |      |
| Ret      | Eddie Lawson        | Yamaha     | Ret       |      |
| Ret      | Robert McElnea      | Yamaha     | Ret       |      |
| Ret      | Norihiko Fujiwara   | Yamaha     | Ret       |      |
| Ret      | Marco Gentile       | Fior-Honda | Ret       |      |
| Ret      | Keiji Kinoshita     | Honda      | Ret       |      |
| Ret      | Didier de Radiguès  | Cagiva     | Ret       |      |
| Ret      | Masaru Mizutani     | Suzuki     | Ret       |      |
| DNS      | Osamu Hiwatashi     | Suzuki     | DNS       |      |
| DNS      | Freddie Spencer     | Honda      | DNS       |      |
| Sources: |                     |            |           |      |

## Resultados 250cc
El japonés Masaru Kobayashi, que participaba con una wild car, ganó la prueba inaugural de 250cc. El español Sito Pons y el alemán Reinhold Roth completaron el podio.
| Pos. | Piloto               | Moto      | Tiempo    | Pts. |
| ---- | -------------------- | --------- | --------- | ---- |
| 1    | Masaru Kobayashi     | Honda     | 51:15.600 | 15   |
| 2    | Sito Pons            | Honda     | +27.013   | 12   |
| 3    | Reinhold Roth        | Honda     | +27.551   | 10   |
| 4    | Masahiro Shimizu     | Honda     | +39.118   | 8    |
| 5    | Martin Wimmer        | Yamaha    | +50.515   | 6    |
| 6    | Juan Garriga         | Yamaha    | +1:01.421 | 5    |
| 7    | Patrick Igoa         | Yamaha    | +1:07.673 | 4    |
| 8    | Anton Mang           | Honda     | +1:20.079 | 3    |
| 9    | Masumitsu Taguchi    | Honda     | +1:30.890 | 2    |
| 10   | Takayoshi Yamamoto   | Yamaha    | +2:26.062 | 1    |
| 11   | Toshihiro Wakayama   | Yamaha    | +2:31.832 |      |
| 12   | Keiji Tamura         | Yamaha    | +2:32.654 |      |
| 13   | Luca Cadalora        | Yamaha    | +1 Vuelta |      |
| 14   | Harald Eckl          | Honda     | +1 Vuelta |      |
| 15   | Jean-François Baldé  | Honda     | +1 Vuelta |      |
| 16   | Guy Bertin           | Honda     | +1 Vuelta |      |
| 17   | Hiroo Takemura       | Honda     | +1 Vuelta |      |
| 18   | Jean-Michel Mattioli | Yamaha    | +1 Vuelta |      |
| 19   | Maurizio Vitali      | Garelli   | +1 Vuelta |      |
| 20   | Bruno Bonhuil        | Honda     | +1 Vuelta |      |
| Ret  | Alan Carter          | Honda     | Ret       |      |
| Ret  | Fausto Ricci         | Honda     | Ret       |      |
| Ret  | Jacques Cornu        | Honda     | Ret       |      |
| Ret  | Carlos Cardús        | Honda     | Ret       |      |
| Ret  | Virginio Ferrari     | Honda     | Ret       |      |
| Ret  | Manfred Herweh       | Honda     | Ret       |      |
| Ret  | Shosuke Kita         | Honda     | Ret       |      |
| Ret  | Donnie McLeod        | EMC-Rotax | Ret       |      |
| Ret  | Stéphane Mertens     | Honda     | Ret       |      |
| Ret  | Kevin Mitchell       | Yamaha    | Ret       |      |
| Ret  | Jean-Philippe Ruggia | Yamaha    | Ret       |      |
| Ret  | Dominique Sarron     | Honda     | Ret       |      |
| Ret  | Hideshi Tomita       | Honda     | Ret       |      |
| DNS  | Hiroshi Okumura      | Honda     | DNS       |      |
| DNS  | Yoshihisa Hasegawa   | Honda     | DNS       |      |
| DNS  | Carlos Lavado        | Yamaha    | DNS       |      |